# Bavans
Bavans är en kommun i departementet Doubs i regionen Bourgogne-Franche-Comté i östra Frankrike. Kommunen ligger i kantonen Montbéliard-Ouest som tillhör arrondissementet Montbéliard. År 2022 hade Bavans 3 566 invånare.

## Befolkningsutveckling
Antalet invånare i kommunen Bavans
Referens:INSEE